# Mironins
Mironins és una pel·lícula catalana d'animació i de comèdia slapstick. És una producció de Cornelius Films, Wuji House, Peekaboo Animation, Hampa Studio i Walking The Dog amb la col·laboració de la Fundació Joan Miró. El film té l'origen en el llibre Mironins, un llibre per a jugar i aprendre amb Joan Miró d'Anna Carretero, Marcela Hattemer i Anna Purroy. Està adreçat a nens d'entre tres anys i vuit. Es va estrenar el 3 de desembre del 2021 i guanyà el Gaudí a la millor pel·lícula d'animació. També va quedar nominada al Goya a la millor pel·lícula d'animació i a la Medalla del Cercle d'Escriptors Cinematogràfics al millor llargmetratge d'animació.

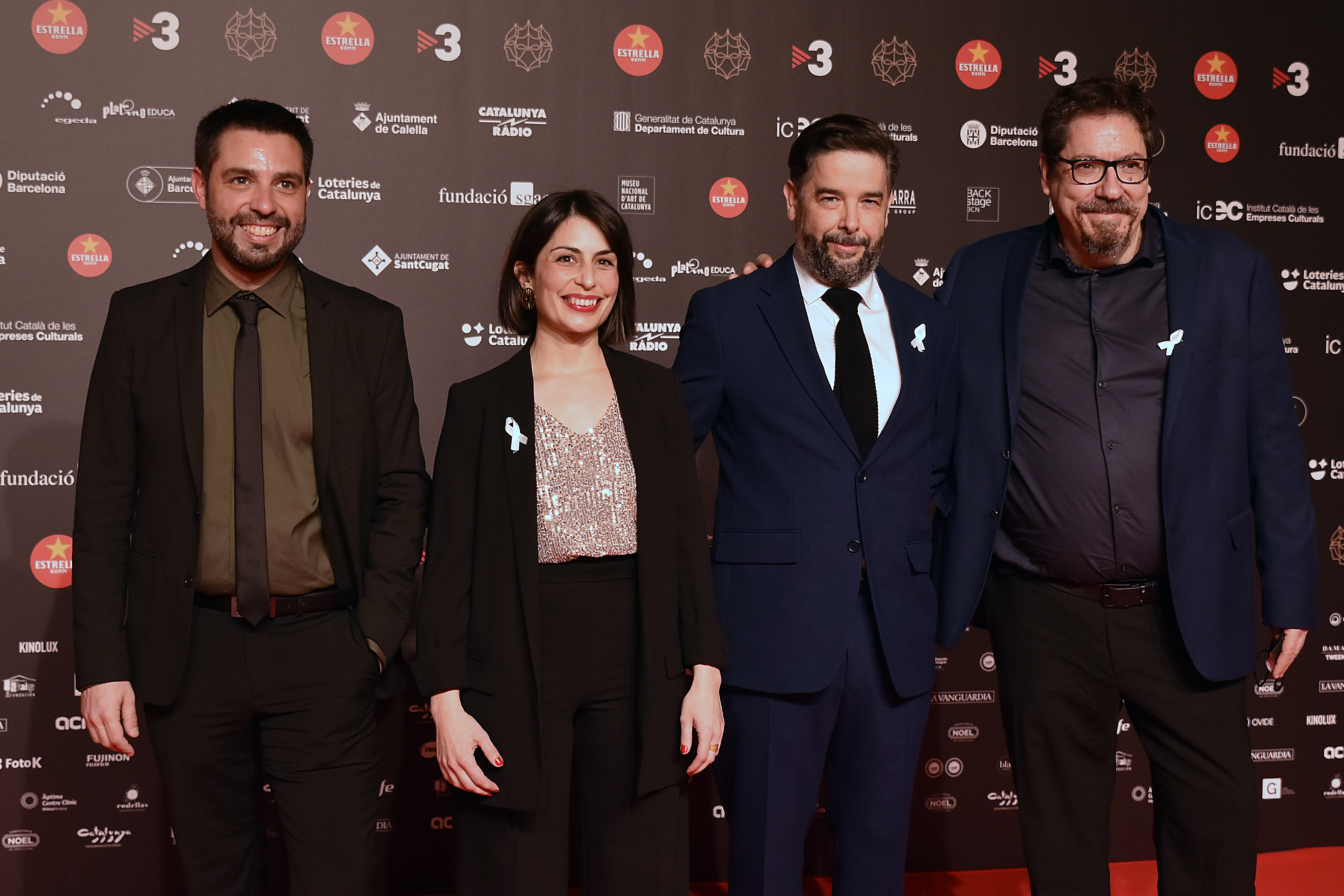
Equip de Mironins als XIV Premis Gaudí.

Se n'ha fet una sèrie de televisió de 26 episodis de 7 minuts que s'ha emès pel Canal Super3 i À Punt. La sèrie va quedar nominada als premis Iris al millor programa infantil.

## Argument
Cada nit, quan el museu de Joan Miró tanca les portes i els visitants marxen cap a casa, tres gotetes de pintura cobren vida en els quadres del pintor. Són els Mironins, tres amics inseparables que viatgen d'obra en obra per a viure aventures trepidants al costat d'una infinitat de personatges tant surrealistes com inoblidables. A l'interior dels quadres, els Mironins descobriran el fascinant univers de l'art on la creativitat i la imaginació són inesgotables.